# 100417 Філіпґлас
100417 Філіпґлас (100417 Philipglass) — астероїд головного поясу, відкритий 7 березня 1996 року.
Тіссеранів параметр щодо Юпітера — 3,396.